# Bacolod-Kalawi

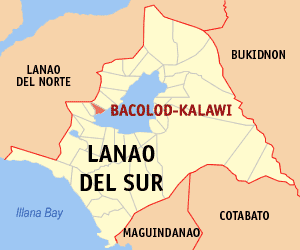
Bản đồ Lanao del Sur với vị trí của Bacolod Grande

Bacolod-Kalawi (trước đây gọi là Bacolod Grande) là một đô thị hạng 5 ở tỉnh Lanao del Sur, Philippines. Theo điều tra dân số năm 2000 của Philipin, đô thị này có dân số 17.761 người trong 2.465 hộ.

## Các đơn vị hành chính
Bacolod-Grande được chia ra 26 barangay.
| - Ampao - Bagoaingud - Balut - Barua - Buadiawani - Bubong - Dilabayan - Dipatuan - Daramoyod - Gandamato - Gurain - Ilian - Lama | - Liawao - Lumbaca-Ingud - Madanding - Orong - Pindolonan - Poblacion I - Poblacion II - Raya - Rorowan - Sugod - Tambo - Tuka I - Tuka II |